# Leon Drobnik
Leon Drobnik (ur. 26 stycznia 1946 w Ośnie Lubuskim) – polski anestezjolog, dr hab. nauk medycznych, profesor zwyczajny Kliniki Anestezjologii i Intensywnej Terapii Wydziału Lekarskiego Pomorskiego Pomorskiej Akademii Medycznej w Szczecinie, oraz Katedry Anestezjologii i Intensywnej Terapii I Wydziału Lekarskiego Uniwersytetu Medycznego im. Karola Marcinkowskiego w Poznaniu.

## Życiorys
Jest absolwentem Akademii Medycznej w Poznaniu. W 1978 obronił pracę doktorską Wpływ pięciominutowego przerwania krążenia krwi na zachowanie zmian morfologicznych w mózgowiu u psów, w 1990 habilitował się na podstawie pracy zatytułowanej Wpływ sukcynylodwucholiny, pancuronium i vecuronium na przepływ mózgowy krwi w znieczuleniu halatonem i podtlenkiem azotu. 29 grudnia 1998 uzyskał tytuł profesora nauk medycznych. Został zatrudniony na stanowisku profesora zwyczajnego w Katedrze Anestezjologii i Intensywnej Terapii na I Wydziale Lekarskim Uniwersytetu Medycznego im. Karola Marcinkowskiego w Poznaniu i w Klinice Anestezjologii i Intensywnej Terapii na Wydziale Lekarskim Pomorskiego Pomorskiej Akademii Medycznej w Szczecinie.
Był rektorem Akademii Medycznej w Poznaniu, kierownikiem w Katedrze Anestezjologii i Intensywnej Terapii na I Wydziale Lekarskim Uniwersytetu Medycznego im. Karola Marcinkowskiego w Poznaniu, członkiem Komitetu Patofizjologii Klinicznej PAN, a także prezesem Polskiego Towarzystwo Anestezjologii i Intensywnej Terapii.

## Odznaczenia
- Krzyż Kawalerski Orderu Odrodzenia Polski (2002)[3]